# Єльська юридична школа
Єльська юридична школа (часто відома як Yale Law або YLS ) — це юридична школа Єльського університету, розташована в Нью-Хейвені, штат Коннектикут. Заснована в 1824 році, яка щорічно займає перше місце в юридичній школі США за версією US News & World Report з тої пори, як журнал почав публікувати рейтинги юридичних шкіл у 1980-х роках. 
Престиж школи робить процес вступу найвибірковішим серед усіх юридичних вищих навчальних закладів у Сполучених Штатах із рівнем прийняття 4% у циклі 2020-21.  Його прибутковість 87% є стабільно найвищою серед усіх юридичних навчальних закладів Сполучених Штатів. 
Єльська юридична школа створила видатних діячів у галузі права та політики, зокрема президентів Сполучених Штатів Джеральда Форда та Білла Клінтона та колишньої держсекретарки США та кандидатки в президенти Гілларі Клінтон. Випускники також містять поточний Верховний суд, асоційованих суддів Кларенс Томас, Аліто, Соня Сотомайор і Брет Кавано, а також ряд колишніх суддів, в тому числі Abe Fortas, Поттер Стюарт і Байрон Уайт ; кілька глав держав у всьому світі, у тому числі Карл Карстенс, п'ятий президент Німеччини, Хосе П. Лорел, третій президент Республіки Філіппіни ; і Пітер Мутаріка, безпосередній колишній президент Малаві ; п'ять нинішніх сенаторів США; колишній губернатор Каліфорнії та безпосередній колишній губернатор Род-Айленда та нинішній міністр торгівлі Сполучених Штатів ; і поточні декани трьох з чотирнадцяти найкращих юридичних шкіл Сполучених Штатів: Вірджинії, Корнелла та UCLA.
У кожному класі трирічної програми JD Єльського права навчається приблизно 200 студентів. Головним оглядом права Єльського університету є Yale Law Journal, одне з найбільш цитованих юридичних видань у Сполучених Штатах.
Згідно з розкриттям інформації, яку вимагає Єльська юридична школа ABA, 83% класу 2019 року отримали повну, довгострокову роботу з JD-вимогою або з JD-перевагою через дев’ять місяців після закінчення, за винятком індивідуальних практиків. 

## Історія
Школа почалася в юридичній конторі Нью-Гейвена Сета П. Стейплза в 1800-х роках, який почав готувати юристів. До 1810 року він працював в юридичній школі. Він узяв колишнього студента Семюела Дж. Хічкока як партнера з права, і Хічкок став власником юридичної школи Нью-Гейвена, до якої в 1824 році приєднався Девід Даггетт. Щит Єльської юридичної школи показує скоби та несамовиту собаку, що представляє Сета Стейплза та Девіда Даггетта. Приналежність школи до Єльського університету почалася в середині 1820-х років, а в 1843 році учні школи почали отримувати дипломи Єльського університету.  

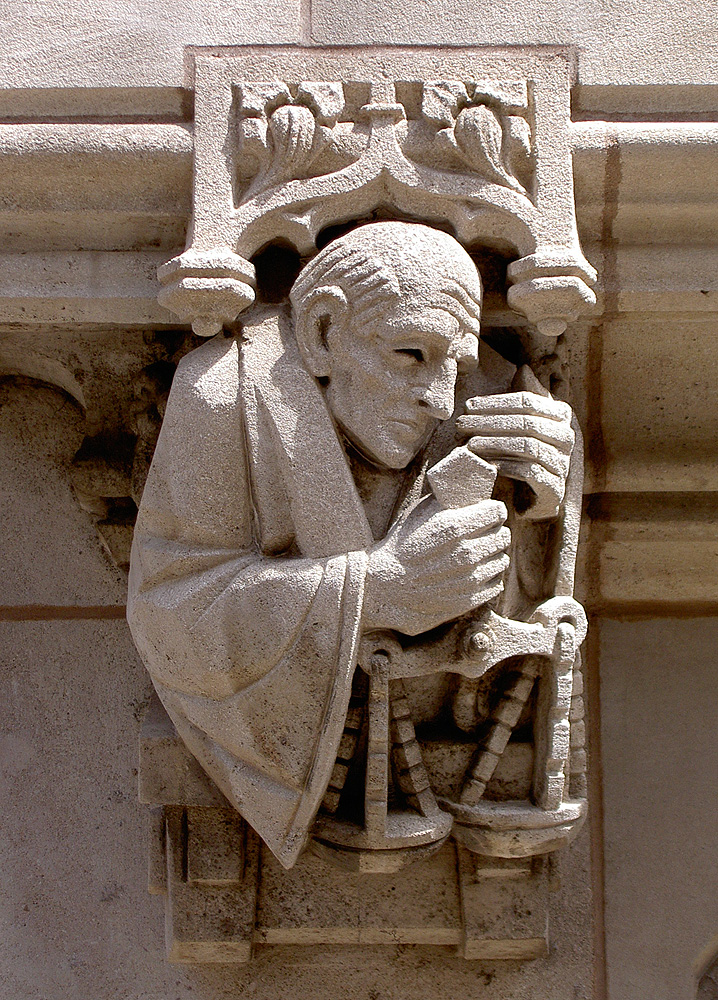
Скульптурний орнамент на будівлі Sterling Law

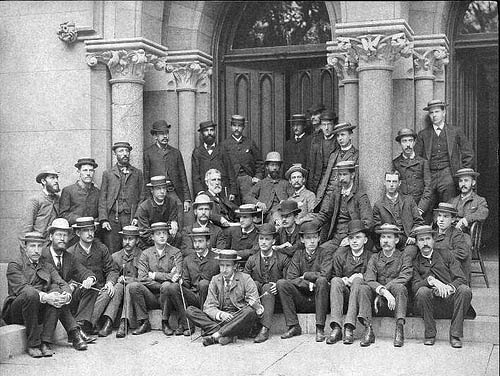
Клас юридичного факультету Єльського університету 1883 року

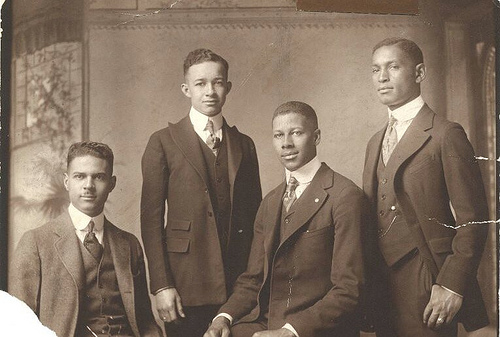
Четверо афроамериканських студентів, клас 1921 року

### 20 століття
Між YLS та Апеляційним судом другого округу США виникли особливі відносини або зв'язок. Професори Кларк і Френк, серед інших, стали суддями цього суду. Деякі з викладачів, які стали суддями другого округу, продовжували викладати курси в YLS і обирали своїх клерків зі студентів-випускників. Ці судді вплинули на мислення YLS загалом і особливо посилили інтерес студентів до державної служби, характерну традицію YLS з часів Нового курсу . 

### Початок 21 століття
15-й декан юридичного факультету Гарольд Ко (2004–2009) зробив права людини центром роботи юридичного факультету, спираючись на традицію, яка склалася протягом попередніх двох десятиліть. 23 березня 2009 року Білий дім оголосив про призначення Коха до Держдепартаменту Сполучених Штатів як юрисконсульт Держдепартаменту . Роберт С. Пост був обраний замість нього деканом юридичного факультету. 

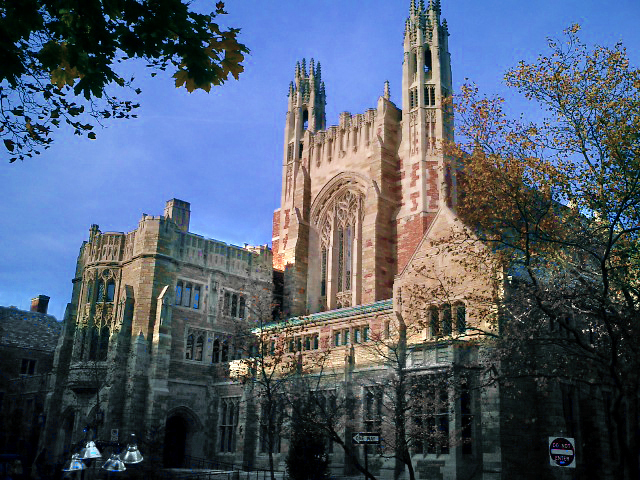
Єльська юридична школа розташована в будівлі Sterling Law Building, зведеному в 1931 році. Будівля закону, створена за зразком English Inns of Court, розташована в центрі кампусу Єльського університету та містить юридичну бібліотеку, їдальню та внутрішній дворик.

### Культура
Заклад відомий своєю науковою спрямованістю; відносно велика кількість його випускників (9%) обирають кар'єру в академічних колах протягом п'яти років після закінчення навчання, тоді як відносно невелика кількість (46%) обирають роботу в юридичних фірмах через п'ять років після закінчення навчання.  Іншою особливістю культури Єльського права з 1930-х років, як серед випускників факультетів, так і студентів, був наголос на важливості провести принаймні кілька років на державній службі.  Подібний акцент вже давно приділяється службі судового секретаря після закінчення навчання.  Його співвідношення студентів і викладачів 7,6:1 є третім найнижчим серед юридичних шкіл США. 
Закон Єльського університету не має традиційної системи оцінювання, що стало наслідком студентських хвилювань наприкінці 1960-х років. Замість цього він оцінює студентів першого семестру першого курсу за звичайною системою кредитів/безкредитів. Протягом двох з половиною років, що залишилися, студенти оцінюються за системою з відзнакою/прохідним/низьким/нездатним. Так само школа не ранжує своїх учнів. Він також примітний тим, що має лише один семестр обов’язкових класів (плюс дві додаткові вимоги до написання), замість повного року, який вимагає більшість шкіл США. Як це незвично, і в результаті унікальних правил суду штату Коннектикут, закон Єльського університету дозволяє студентам першого курсу представляти інтереси клієнтів через одну з численних клінік; інші юридичні школи зазвичай пропонують таку можливість лише студентам другого та третього курсів.
Студенти видають дев’ять юридичних журналів, які, на відміну від більшості інших шкіл, здебільшого приймають студентів-редакторів без конкурсу. Єдиним винятком є провідний журнал YLS, Yale Law Journal, який щовесни проводить конкурс з двох частин, що складається з чотирьох-п’ятигодинного « іспити з синьої книги », за яким слідує традиційний конкурс письменницьких робіт. Незважаючи на те, що журнал визначає цільову максимальну кількість членів для прийняття щороку, це не є твердим числом. Інші провідні публікації студентів включають Yale Journal on Regulation, Yale Law and Policy Review та Yale Journal of International Law .
У листопаді 2013 року було оголошено, що пожертвування в розмірі 25 мільйонів доларів дозволить повернути студентський гуртожиток до кампуса, а ремонт розпочнеться у 2018 році 

### Рейтинги
За даними US News & World Report, Yale Law займає перше місце в країні за кожен рік, коли журнал публікує рейтинг юридичних шкіл.  Серед юридичних шкіл США в Єльському університеті найнижчий рівень прийняття та найвищий рівень прибутку, тоді як зараховано менш як 5% абітурієнтів, приблизно 80% тих, кого прийняли, в кінцевому підсумку вступають восени після прийняття або після відстрочки. На цей момент вона займає друге місце в рейтингу юридичних факультетів США (після Гарварду ) і четверте у світі за рейтингом QS за 2016 рік.  У школі також спостерігається більший відсоток її студентів, які стали клерками Верховного суду в період з 2000 по 2010 рік, ніж будь-яка інша юридична школа, що більш ніж вдвічі перевищує відсоток другого за величиною юридичного факультету ( Harvard Law School ).  Крім того, опитування 2010 року про «науковий вплив», що вимірюється цитатами на душу населення на стипендії викладачів, показало, що факультет Єльського університету є найбільш цитованим факультетом юридичної школи в Сполучених Штатах. 

### Прийняття
Єльська юридична школа навчає близько 200 нових студентів на рік, що є одним із найменших показників серед юридичних шкіл США. Його невеликий розмір класу та престиж поєднуються, щоб зробити процес вступу найбільш конкурентоспроможним у Сполучених Штатах. Половина класу, який вступив у 2015 році, мала середній бал вище 3,93 та/або оцінку LSAT вище 173 (за можливою шкалою від 120 до 180). 
Після початкового раунду перевірки приймальним відділом приблизно 25% заявок незалежно оцінюються трьома різними викладачами. Кожна заявка оцінюється від 2 до 4 на розсуд читача. Усі кандидати з ідеальними 12 (тобто 4 з усіх трьох викладачів) зараховуються, про що їх негайно повідомляє школа. Також щороку зараховують 50–80 відмінних студентів без проходження цього процесу перевірки. 
LL M. Програма і Програма відвідування дослідників в Єльському юридичному університеті є одними з найменших і найбільш вибіркових програм для випускників юридичних наук у Сполучених Штатах. Єльський закон визнає близько 25 LL. М. студентів та близько 10 запрошених дослідників щороку. Ці програми зазвичай обмежуються тими студентами, які мають намір продовжити кар’єру в юридичних академічних колах.

### Практика
Єльська юридична школа містить понад два десятки контор, які дозволяють студентам представляти інтереси клієнтів у реальних юридичних проблемах. Участь у конторах є звичайним явищем серед студентів юридичного факультету Єльського університету: понад 80% кандидатів на ступінь брали участь у заходах до закінчення навчання. 
Контори Yale Law охоплюють широкий спектр проблемних областей та юридичних сфер. Студенти представляють клієнтів у судах усіх рівнів федерального судочинства, судах штатів Коннектикуту та інших штатів, міжнародних трибуналах та судових органах, адміністративних процесах та приватному арбітражі. За останні роки Єльська юридична школа значно розширила свої програми, додавши вісім нових контор протягом 2016-2017 навчального року. 

### Літня школа з Paris 2 Panthéon-Assas University
У червні 2011 року Єльська юридична школа підписала Угоду про спільну діяльність для створення середовища для довгострокових спільних досліджень, обміну та програмування з Університетом Paris 2 Panthéon-Assas, прямим спадкоємцем юридичного факультету Парижа та юридичної школи університету Сорбонни .  Спільно з бізнес-школою ESSEC вони організовують літню школу права та економіки, Єль-Париж. II-Essec Літня школа .  

### Вартість і зайнятість
Загальна вартість відвідування юридичної школи Єльського університету (із зазначенням вартості навчання, гонорару та витрат на проживання) на 2015–2016 навчальний рік становить 78 326 доларів США. Прозорість юридичної школи оцінює витрати на відвідування (включаючи вартість життя) протягом трьох років, що фінансуються боргом, становить 289 879 доларів США. 
Річна загальна вартість відвідування (із зазначенням вартості навчання, зборів, обов’язкового медичного страхування в університеті та витрат на проживання) в Єльській юридичній школі на 2021–2022 навчальний рік становить 93 821 доларів США. 
Згідно з офіційними відомостями Єльської юридичної школи за 2013 рік, які вимагають ABA, 78,8% класу 2013 року прийняли роботу на повний робочий день, довгострокову роботу, яка вимагає JD, через дев’ять місяців після закінчення навчання, за винятком індивідуальних практиків. Показник прозорості неповної зайнятості юридичної школи Єльської юридичної школи становить 8,4%, що вказує на відсоток безробітних у класі 2013 року, які отримують додаткову освіту або працюють на непрофесійній, короткостроковій або неповній зайнятості через дев’ять місяців після закінчення навчання.
Середня зарплата випускника 2014 року через 10 місяців після закінчення навчання становила 109 102 долари США. 
Юридична школа посіла 17-е місце серед усіх юридичних шкіл країни за версією National Law Journal з точки зору найвищого відсотка випускників 2015 року до 100 найбільших юридичних фірм США (23,58%). 

## Відомі люди

### Декани Єльського юридичного факультету
1. 1873–1903 Френсіс Вейланд III
2. 1903–1916 Генрі Вейд Роджерс
3. 1916–1927 Томас Волтер Свон
4. 1927–1929 Роберт Мейнард Гатчинс
5. 1929–1939 Чарльз Едвард Кларк
6. 1940–1946 Ешбель Грін Гулівер
7. 1946–1954 Веслі Альба Стерджес
8. 1954–1955 Гаррі Шульман
9. 1955–1965 Євген Віктор Ростов
10. 1965–1970 Луїс Гейлпрін Поллак

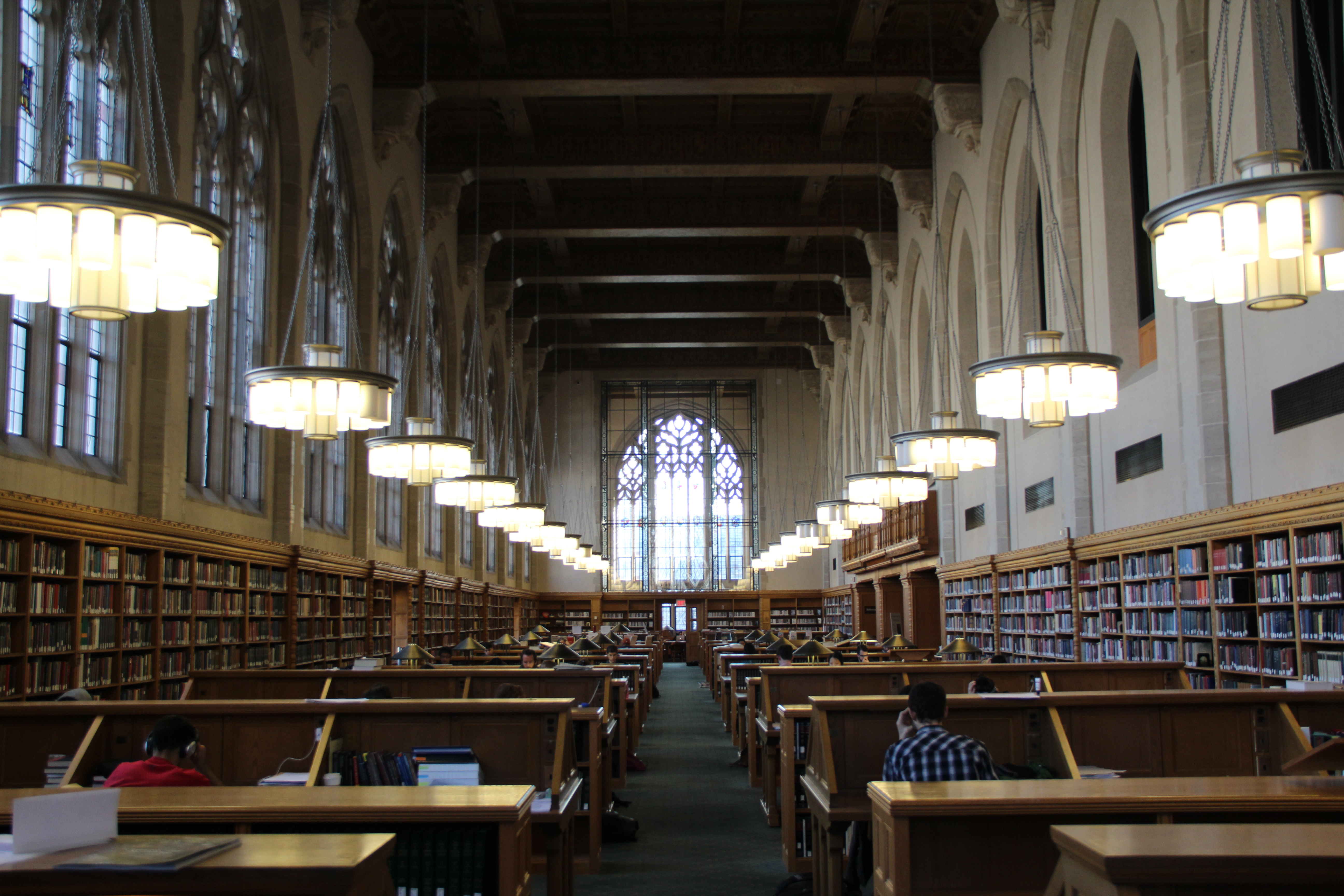
Читальний зал бібліотеки юридичного факультету

11. 1970–1975 Абрахам Семюел Гольдштейн
12. 1975–1985 Гаррі Гілель Веллінгтон
13. 1985–1994 Гвідо Калабрезі
14. 1994–2004 Ентоні Кронман
15. 2004–2009 Гарольд Хонгджу Ко
16. 2009–2017 Роберт К. Пост
17. 2017 – дотепер Гізер К. Геркен

### Нині відомі люди

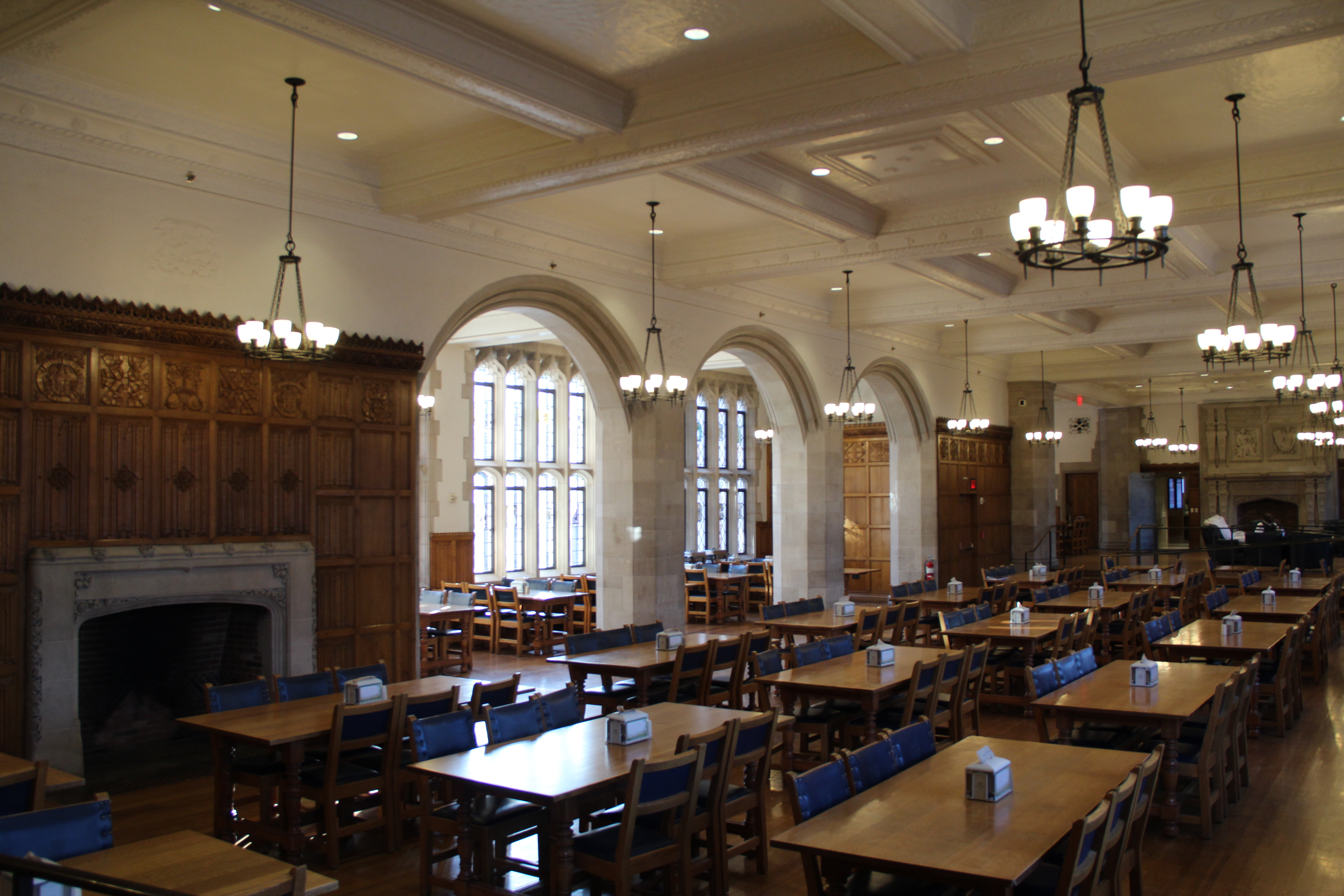
Їдальня Єльської юридичної школи

- Брюс Аккерман, дослідник конституційних та політичних наук, автор доповідей і професор Стерлінга .
- Ахіл Амар, провідний дослідник конституційного права, письменник і консультант телевізійного шоу The West Wing , і професор Стерлінга.
- Ян Ейрес, дослідник права та економіки, автор книги "Чому ні?" і частий коментатор програми NPR Marketplace .
- Джек Балкін, дослідник Першої поправки, юридичний блогер, засновник і директор Єльського проекту інформаційного суспільства .
- Аарон Барак, колишній президент Верховного суду Ізраїлю з 1995 по 2006 рік.
- Стівен Брайт, адвокат з прав людини та колишній директор Південного центру з прав людини .
- Леа Брільмаєр, експерт з міжнародного права, колізійних прав та особистої юрисдикції.
- Гвідо Калабрезі, суддя Апеляційного суду другого округу США, професор Стерлінга та колишній декан Єльського юридичного факультету.
- Лінкольн Каплан, автор, журналіст, запрошений викладач права та старший науковий співробітник права.
- Стівен Л. Картер, професор права Вільяма Нельсона Кромвеля, автор низки книг, зокрема роману «Імператор Оушен-Парку» .
- Емі Чуа, науковець з міжнародних відносин і автор книги « Бойовий гімн матері-тигриці та світу в огні: як експорт демократії вільного ринку породжує етнічну ворожнечу та глобальну нестабільність» .
- Мір’ян Дамашка, професор Стерлінга, дослідник порівняльного кримінального права та радник різних міжнародних трибуналів, зокрема Міжнародного кримінального трибуналу для колишньої Югославії та Міжнародного суду .
- Дрю С. Дейз, III, колишній Генеральний соліситор США .
- Роберт Елліксон, дослідник права власності та землекористування.
- Вільям Ескрідж, дослідник конституційного права, дослідник законодавства та тлумачення законів і один із найбільш цитованих професорів права в США
- Деніел К. Есті, експерт з екологічного права та політики, колишній комісар Департаменту енергетики та захисту навколишнього середовища Коннектикуту та директор Єльського центру екологічного права та політики .
- Оуен М. Фісс, дослідник лібералізму та свободи слова та професор Стерлінга.
- Джеймс Форман-молодший, провідний науковець кримінального права та лауреат Пулітцерівської премії.
- Гізер К. Геркен, дослідник виборчого права, федералізму та конституційного права.
- Лінда Грінхаус, лауреат Пулітцерівської премії та кореспондент New York Times, що висвітлює роботу Верховного суду Сполучених Штатів більше 30 років.
- Генрі Б. Гансманн, дослідник права та економіки та провідний теоретик організаційної власності та дизайну.
- Крістін Джоллс, науковець з права та поведінкової економіки, дослідник трудового права.
- Ден М. Кахан, дослідник кримінального права та доказів, директор адвокатської клініки Верховного суду.
- Гарольд Гонгджу Ко, експерт з міжнародного права, колишній декан юридичного факультету, колишній юрисконсульт Державного департаменту та професор Стерлінга.
- Ентоні Кронман, професор Стерлінга та провідний вчений з контрактів, банкрутства, юриспруденції, соціальної теорії та професійної відповідальності.
- Джон Лангбейн, історик права та дослідник трастів і маєтків.
- Джонатан Р. Мейсі, дослідник корпоративного/банківського права.
- Данієль Марковіц, вчений-правознавець і філософ.
- Джеррі Л. Мешоу, науковець адміністративного права та професор Стерлінга.
- Роберт К. Пост, дослідник конституційного права, який приділяє особливу увагу Першій поправці та рівному захисту.
- Джордж Л. Пріст, антимонопольний вчений.
- Джед Рубенфельд, теоретик конституції та вчений кримінального права.
- Роберта Романо, науковець корпоративного права та перша жінка-професор Єльської школи права.
- Рева Сігел, дослідник конституційного права, який приділяє особливу увагу суспільним рухам і рівності.
- Кейт Стіт, експерт з конституційного права та кримінального процесу.
- Ральф К. Вінтер-молодший, старший окружний суддя і колишній головний суддя Апеляційного суду другого округу США.
- Майкл Вішні, клінічний професор, експерт з питань імміграції.
- Джон Фабіан Вітт, історик права.
- Стівен Візнер, клінічний професор права Вільяма О. Дугласа.